# Lira (Ouganda)
Pour les articles homonymes, voir Lira.
Lira est la troisième plus grande ville de l'Ouganda, avec une population de 80 879 habitants (recensement de 2002). C'est le centre commercial et administratif du District de Lira.

## Religion
Lira est le siège d'un évêché catholique créé le 12 juillet 1968.
Le médecin et missionnaire italien Giuseppe Ambrosoli (1923-1987) y est mort. 